# Eudinodriloides forsteri
Eudinodriloides forsteri är en ringmaskart som beskrevs av Lee 1959. Eudinodriloides forsteri ingår i släktet Eudinodriloides och familjen Acanthodrilidae. Inga underarter finns listade i Catalogue of Life.